# 裏界線

飯田市街地における裏界線（青）

裏界線（りかいせん）は、長野県飯田市の中心市街地に設けられた路地。1947年（昭和22年）4月の飯田大火の際に避難路などがなかった反省から、復興事業として防火帯や避難経路の役割を持つ裏界線が整備された。

## 歴史

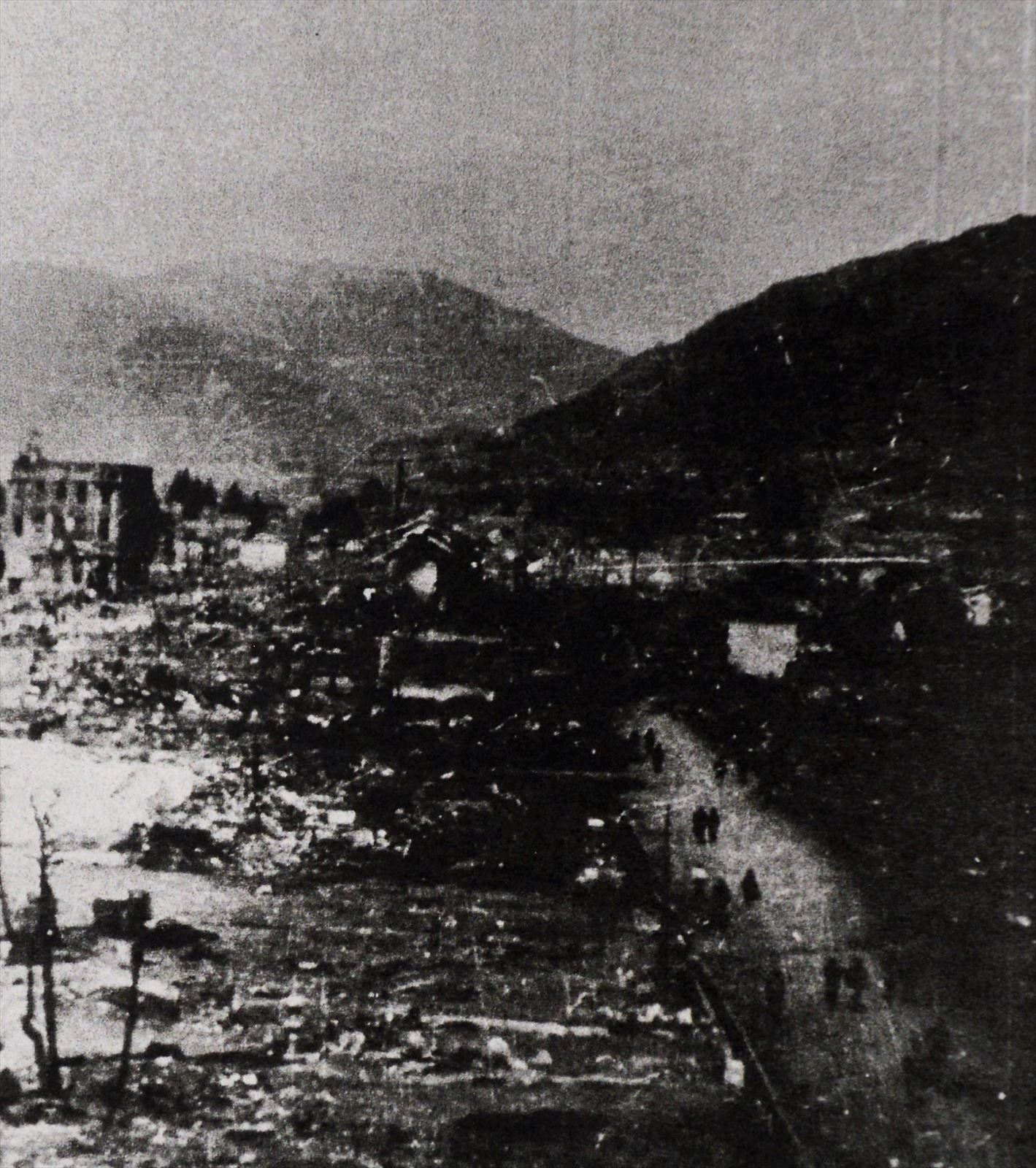
飯田大火後の飯田市街地

飯田市は1947年（昭和22年）に、市街地の約4分の3を焼き尽くす飯田大火に見舞われ、復興時に市街地の防火帯としての機能を兼ね備えた、裏界線が造られた。
飯田大火発生後、長野県土木部長・県の技師らが飯田に来て、区画整理を実施するように要請し、3項目からなる飯田都市計画案が作成された。
1. 水利施設の改善・防火帯の設置
2. 区画の整理、小公園、緑地帯の設置
3. 道路・裏界線の整理

県土木部の協力を受けて実地測量などをしたが、完成間近になり連合国軍最高司令官総司令部から幹線道路の幅員の更なる拡張の指示を受けた。市長、市議会長が議会でまとめた修正案を元に陳情したところ、理解を得られ計画案が通った。

## 特徴

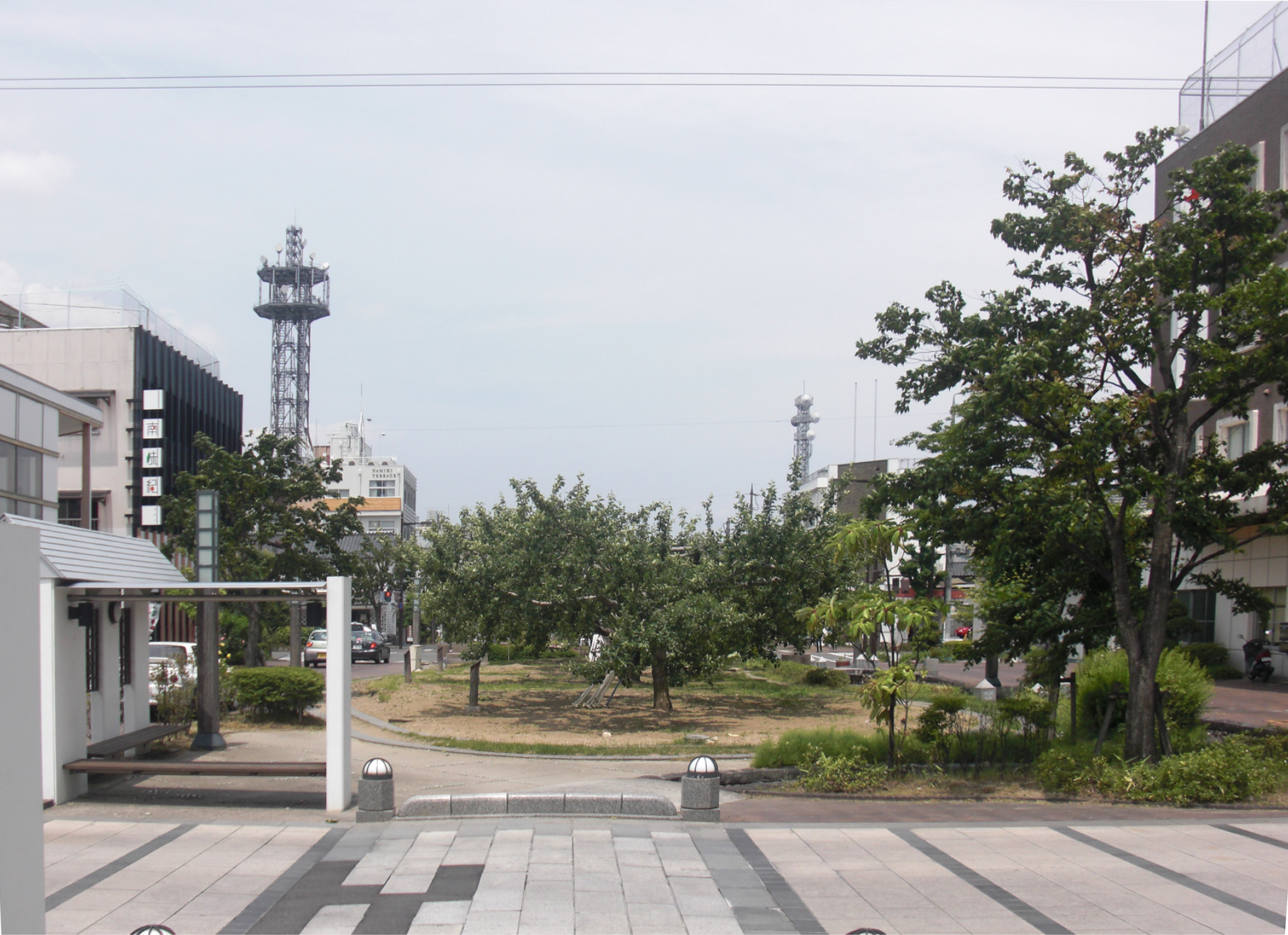
裏界線と同じく飯田大火の復興時に整備されたりんご並木

- 家が密集した状態では、災害時の消火活動や避難ができないことから、各自の土地の裏側（背割り）を2メートル広げ、幅2メートル[4]にしている。このため、常時の利用はもちろん、防火活動に資する。
- 生活に必要な施設（下水など）も地下に埋設されている。（上下水道、電力線などの施設を埋設）整備当時の裏界線は現在もほとんど維持されており、裏界線は全45本、総延長は約5キロメートルである。
- 城下の御用水とよばれる井水の上に整備された箇所もある。現在も多くは通り抜けはできるが、中には分断されているものもある。
- 裏界線沿いの土蔵のなまこ壁の色彩は、大火の炎に包まれたため、もとの黒と漆喰ではなく、オレンジ色や灰色の平瓦が混じっている。

## 裏界線に関連する作品
- 『裏界線』 - 歌手（シンガーソングライター）・タテタカコのアルバム。2005年2月23日、バップより発売（規格品版：VPCC-81500）[5]。タイトルは故郷である飯田市の裏界線から[6]。ジャケット写真も実際に裏界線で撮影したもの[7]。
- 飯田市を中心に配布されているタウン情報誌『月刊タウン情報いいだ』[8]に40回にわたって掲載された原口陽一による裏界線のスケッチとエッセイ「飯田アンダーライン」は、のちに『裏界線 飯田アンダーライン Iida Underline 2001-2004』として出版された[9]。

## ギャラリー

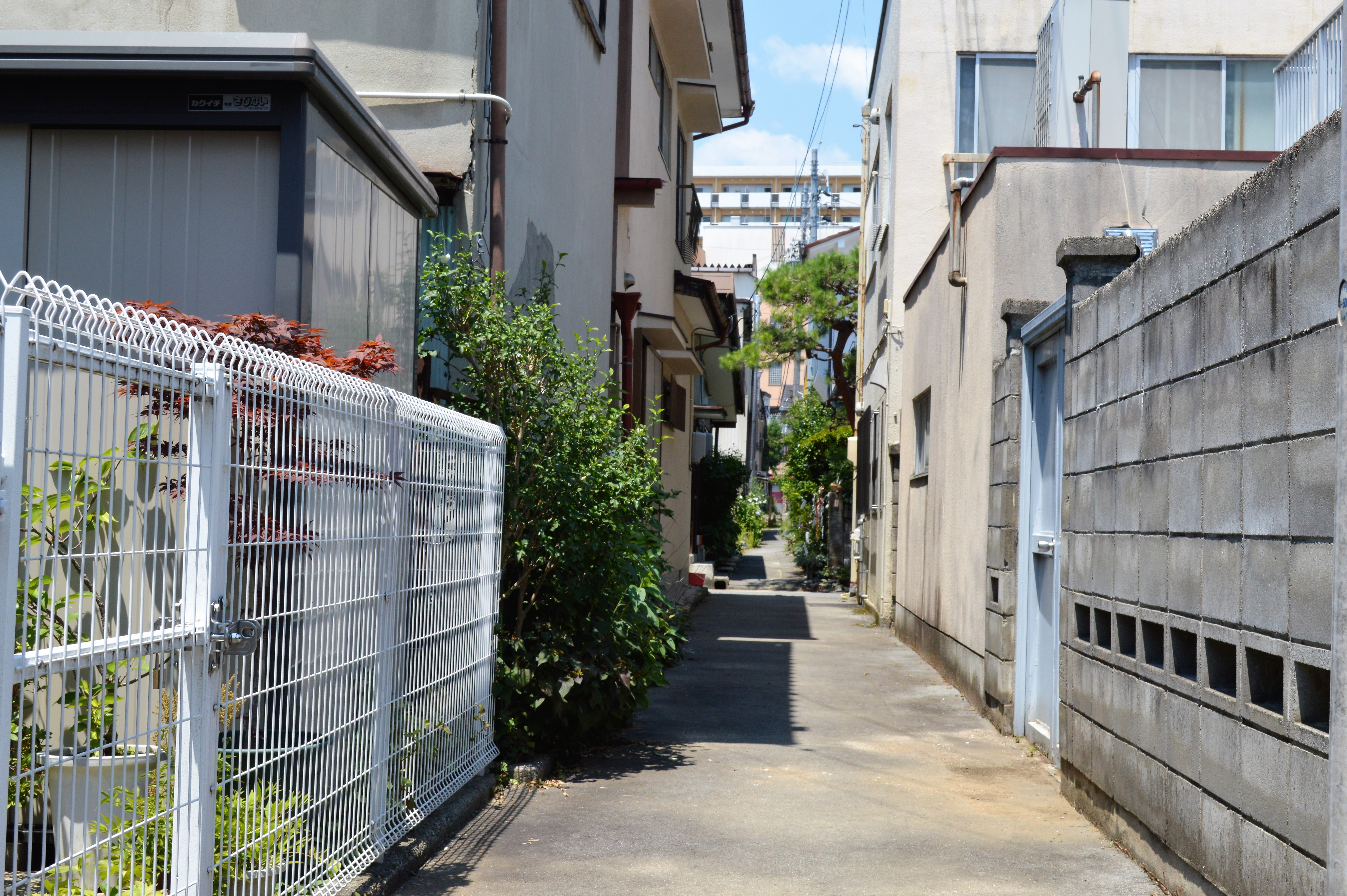
橋南地区の裏界線
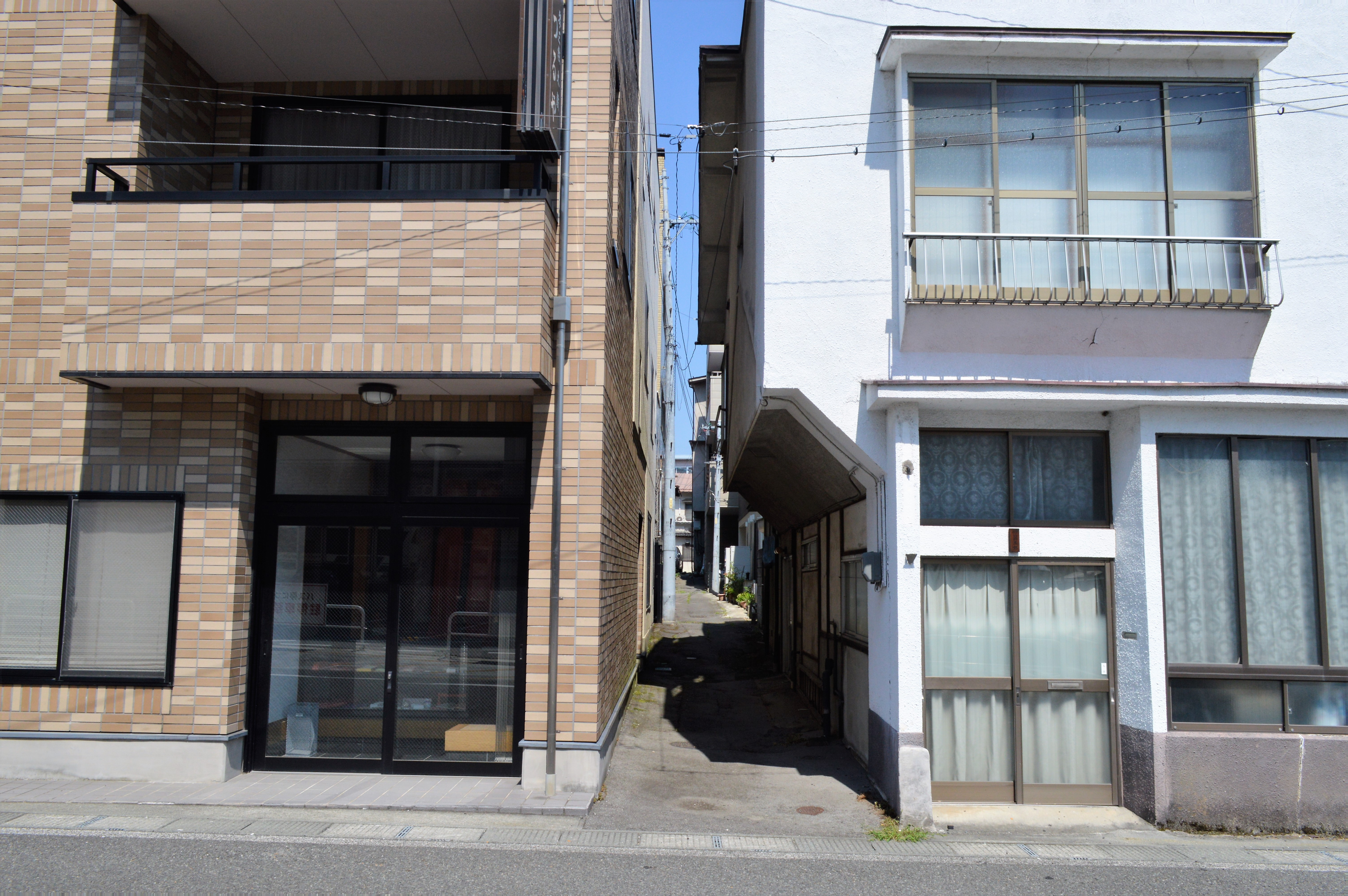
橋南地区の裏界線
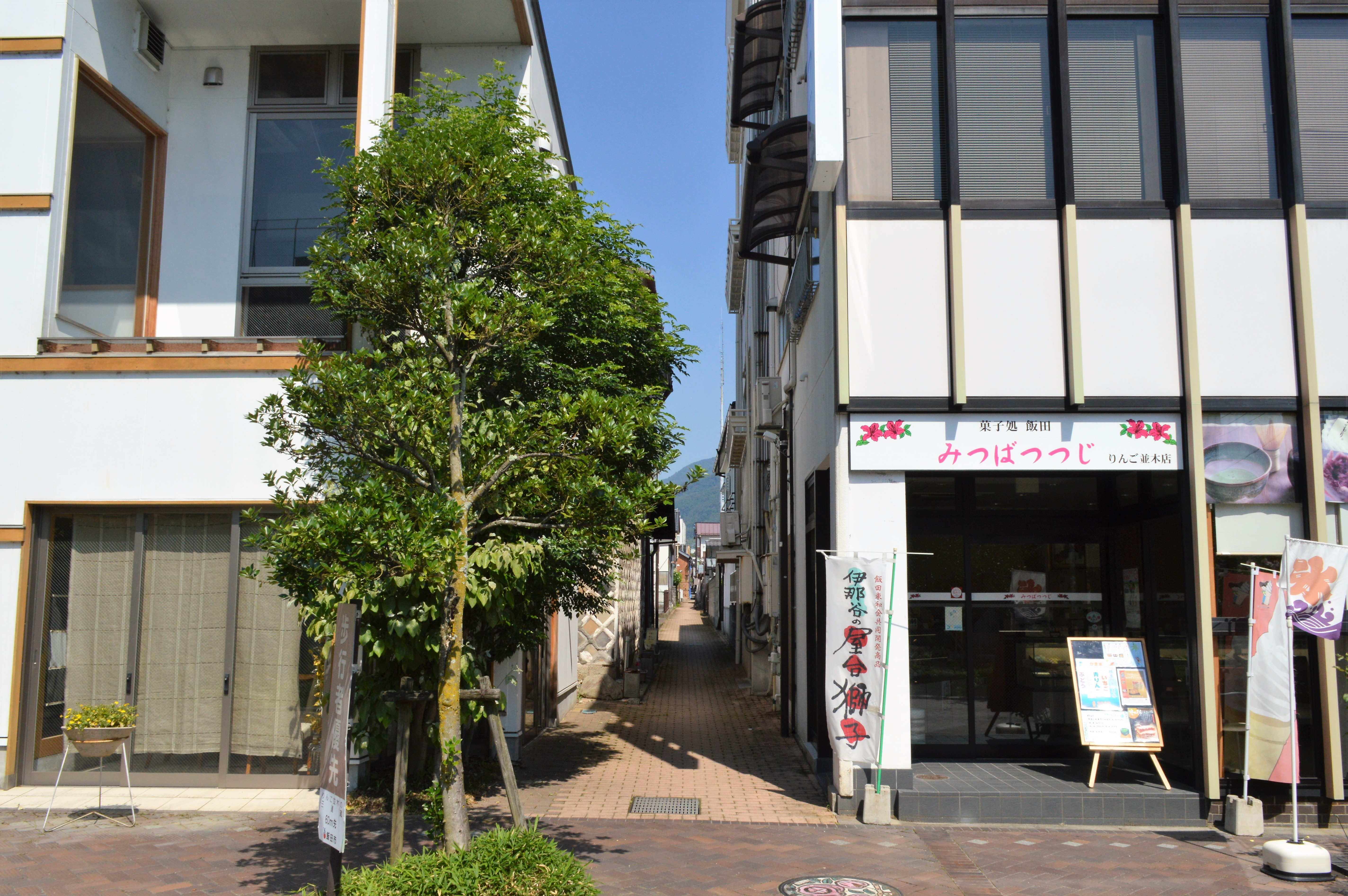
橋南地区の裏界線 レンガ敷き
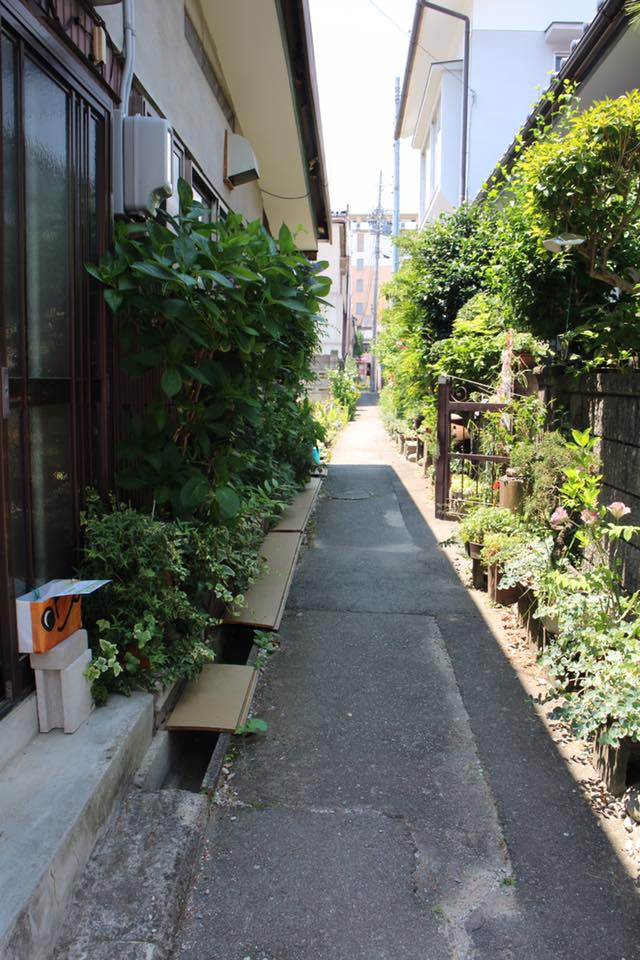
橋南地区の裏界線